# Cardiosace erffai
Cardiosace erffai är en fjärilsart som beskrevs av Karl Grünberg 1913. Cardiosace erffai ingår i släktet Cardiosace och familjen nattflyn. Inga underarter finns listade i Catalogue of Life.